# Mattia Verazi

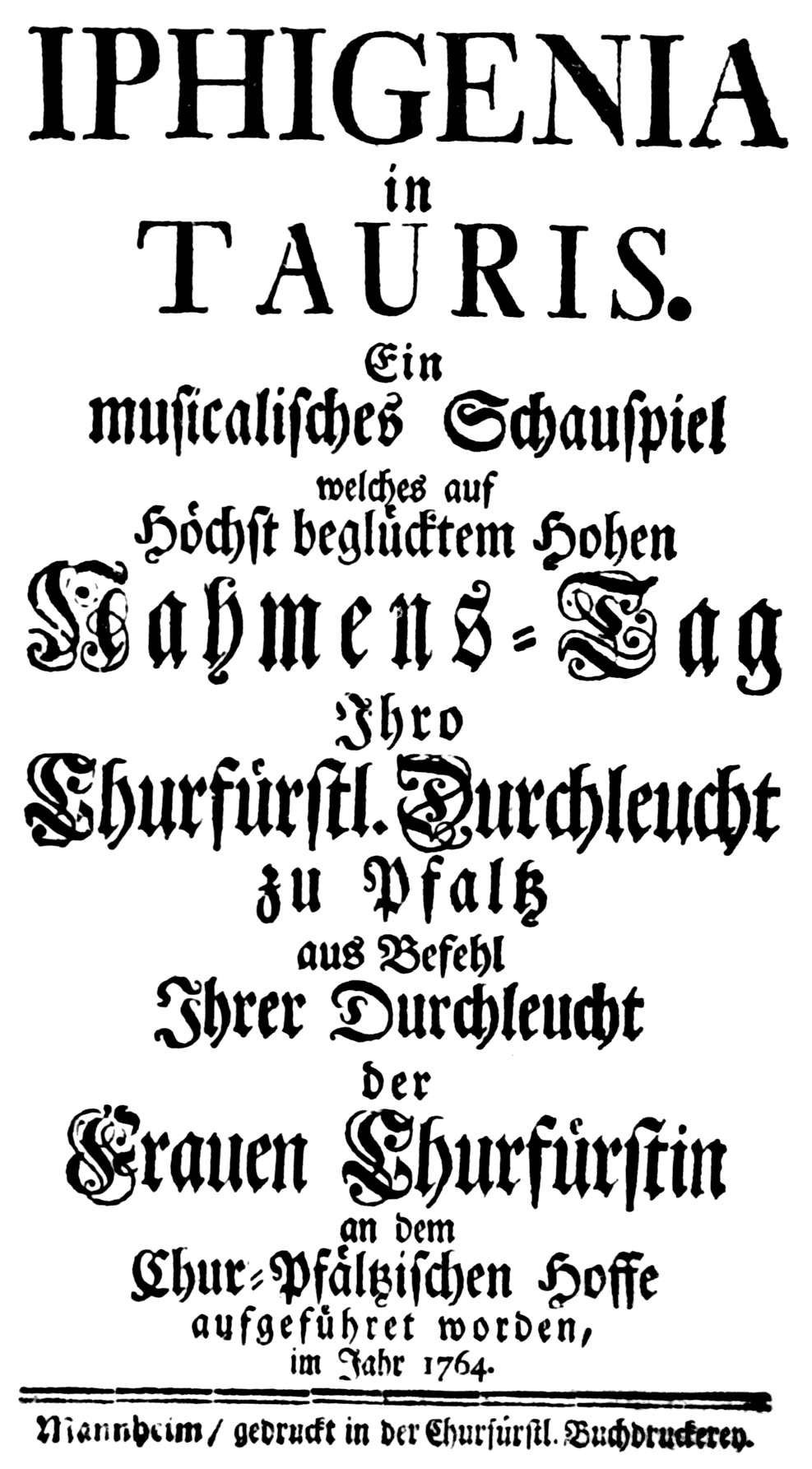
Frontespizio del libretto Ifigenia in Tauride di Mattia Verazi (Mannheim, 1764)

Mattia Verazi (Roma, 1730 ca. – Monaco di Baviera, 20 novembre 1794) è stato un librettista italiano.

## Biografia
La data e il luogo esatti della nascita di Verazi sono sconosciuti, ma nei libretti del tempo è definito  "romano". Ciò sembra provato anche dal fatto che il suo esordio come librettista sia avvenuto a Roma. Il suo primo libretto d'opera conosciuto L'Ifigenia, messo in musica da Niccolò Jommelli, andò in scena infatti al teatro Argentina di Roma nel carnevale 1751 (il dramma fu poi ripreso a Napoli due anni più tardi con il titolo L'Ifigenia in Aulide). L'opera segnò l'inizio di un'amicizia e di una feconda collaborazione con il compositore napoletano, che si sarebbe protratta per un ventennio circa. 

Nel 1755 Verazi fu chiamato a Stoccarda alla corte del duca Carlo Eugenio di Württemberg, per scrivere due libretti nello stile dell'opera francese, Enea nel Lazio e Pelope, messi in musica da Niccolò Jommelli, maestro di cappella di quella corte dal 1754. 

In seguito Verazi scrisse altri libretti per opere di Jommelli, tra cui Caio Fabrizio (Mannheim, 1760), Il Vologeso (Ludwigsburg, 1766), l'innovativa Fetonte (Ludwigsburg, 1768), Ifigenia in Tauride (Napoli, 1771), e l'azione teatrale L'Arcadia conservata (Mannheim, 1775).
 
Dal 1756 al 1778 Verazi fu poeta di corte e segretario personale del principe elettore del Palatinato Carlo Teodoro a Mannheim. Per il teatro di questa corte scrisse altri libretti come Sofonisba (1762; musica di Tommaso Traetta); Ifigenia in Tauride (1764; musica di Gian Francesco de Majo), Temistocle (1772) e Lucio Silla (1774), musica di Johann Christian Bach.

Nel 1778 Verazi fu chiamato a Milano in occasione dei due spettacoli inaugurali del Teatro alla Scala, scrivendo i libretti dei drammi Europa riconosciuta messo in musica da Antonio Salieri, e Troia distrutta da Michele Mortellari. 

Grande successo ebbero altri suoi libretti come Calliroe, posta in musica da Antonio Sacchini (Ludwigsburg, 1770), Giacomo Rust (Venezia, 1776), Josef Mysliveček (Napoli, 1778), Felice Alessandri (Milano, 1779), e Sebastiano Nasolini (Firenze, 1792).

Ritornato in Germania, morì a Monaco il 20 novembre 1794.
Verazi è stato uno dei massimi innovatori della drammaturgia musicale dell'opera seria italiana dopo Metastasio.